# Justice de flic (film, 1986)
Pour les articles homonymes, voir Justice de flic (homonymie).
Pour plus de détails, voir Fiche technique et Distribution.
Justice de flic est un film français réalisé par Michel Gérard et sorti en 1986.

## Fiche technique
- Titre : Justice de flic
- Réalisation : Michel Gérard
- Scénario : Michel Gérard
- Photographie : Olivier Gueneau
- Costumes : Marie Jagou
- Son : Philippe Sénéchal
- Musique : Alain Lanty et Erwan Le Marc'hadour
- Montage : Annick Baly
- Production :  Ciné 84 Productions - M.G. Productions
- Pays d'origine :  France
- Durée : 85 minutes
- Date de sortie : France - 2 avril 1986

## Distribution
- Clémentine Célarié : Dorothée
- Jean-Marc Maurel : Alan Jefferson
- Franck Dubosc : Hervé
- Maurice Risch : inspecteur Bernadac
- Jean-Pierre Loustau : Vallon
- Philippe du Janerand : Sartori
- Jacques Deschamps : Sam Sartori